# 울산대학교병원
울산대학교병원은 울산광역시 동구 대학병원로 25에 있는 상급종합병원이다.

## 연혁
- 1975년 현대조선 부속병원 개원
- 1979년 현대중공업 부속병원으로 변경
- 1982년 현대중공업 부속 해성병원으로 변경
- 1987년 아산재단 해성병원으로 변경
- 1997년 울산공업학원 울산대학교병원으로 변경
- 2004년 울산 권역응급의료센터 지정
- 2007년 감염관리·환자진료 부문에서 최상인 A등급 받음
- 2011년 울산 지역암센터 지정
- 2013년 울산 권역외상센터 지정
- 2014년 상급종합병원 승격
- 2018년 종합병원 격하
- 2019년 울산 권역심뇌혈관질환센터 지정
- 2021년 상급종합병원 승격

## 진료과
- 감염내과
- 내분비내과
- 소화기내과
- 신장내과
- 심장내과
- 산업의학과
- 혈액종양내과
- 호흡기내과

## 권역응급의료센터
울산권역응급의료센터로 지정되어 울산광역시를 관할하고 있다.